# SN 2006oy
SN 2006oy – supernowa typu Ia odkryta 12 października 2006 roku w galaktyce A205358-0021. W momencie odkrycia miała maksymalną jasność 22,40m.